# Jorge da Cunha Lima
Jorge da Cunha Lima (São Paulo, 14 de outubro de 1931 – São Paulo, 17 de agosto de 2022) foi um jornalista, advogado, político, escritor e poeta brasileiro.

## Biografia
Formou-se em Jornalismo e em Direito pela USP (turma de 1955) e em Administração de Empresas pela FGV. Assinou as colunas Janela Indiscreta no jornal Correio Paulistano e Paulicéia Desvairada no Última Hora. Foi diretor da edição paulista do Última Hora e da revista Senhor Vogue. Também colaborou com as revistas Manchete, Isto É e Hippus, além dos jornais Folha de S.Paulo, O Estado de S.Paulo e O Globo.
Criou o programa TV Mix no período em que foi presidente da TV Gazeta, entre 1987 e 1989. Também presidiu a Fundação Padre Anchieta de 1995 a 2004, comandando a TV Cultura na época da criação de programas como Cocoricó e Ilha Rá-Tim-Bum.
Durante o governo de Franco Montoro, foi secretário de Estado das Comunicações e depois da Cultura.
Recebeu em 1996 a Ordem do Mérito Cultural do Ministério da Cultura.

## Obras

### Poesia
- Ensaio Geral (Martins Fontes, 1959)
- Mão de Obra (Brasiliense, 1968)
- Véspera de Aquarius (Paz e Terra, 1997)
- Tróia Canudos (Laranja Original, 2017)

### Romance
- O Jovem K (Siciliano, 1992)

### Outros
- O livro de São Paulo (Rhodia, 1979)
- Arte do Caminhão (Glasurit, 1981)
- Matarazzo 100 anos (CL-A Comunicações, 1982)
- Caras Brasil (Sharp, 1983)
- Cultura Pública - A Organização Política do Sonho (Senac, 2001)
- Uma História da TV Cultura (FPA-Imprensa Oficial, 2008)
- Perfil Parlamentar Franco Montoro (Centro de Documentação e Informação da Câmara, 2009)
- Mbaraka 2 (Ed. FPA, 2010)[4]